# بیرن لکمانس
بیرن لکمانس (انگلیسی: Björn Leukemans؛ زادهٔ ۱ ژوئیهٔ ۱۹۷۷) دوچرخه‌سوار اهل بلژیک است.
از باشگاه‌هایی که در آن بازی کرده‌است می‌توان به تیم دوچرخه‌سواری وکانسولیل–دی‌سی‌ام و وانتی–گروپ گوبر اشاره کرد.